# Dò đá qua sông
Dò đá qua sông (giản thể: 摸着石头过河; phồn thể: 摸著石頭過河; Hán-Việt: Mô trước thạch đầu quá hà) là một câu nói dân gian nhằm biểu thị một phương pháp làm việc khoa học, thể hiện thái độ kiên trì tìm tòi khi đối mặt với những điều mới mẻ.